# Бундесліга
Бундесліга (нім. Bundesliga) — найвища, найважливіша ігрова ліга для багатьох видів спорту в Німеччині та Австрії. Першою лігою з такою назвою була Бундесліга з хокею у 1958 році.
Німецька Бундесліга з гандболу була найвищим класом гри серед чоловічих команд з 1966 року. Найбільшим її членом є володар Кубка Європейської гандбольної федерації 2006 року гандбольний клуб «Кіль», команду якого тренує чеський гандболіст Філіп Їха.
Найвища ліга австрійського футболу Австрійська футбольна Бундесліга визначає чемпіона країни і представника Австрії в змаганнях за єврокубки, що проводить УЄФА. Перший сезон австрійської Бундесліги відбувся в 1974—1975 роках, у 1991 році вона була перереєстрована.